# 日本の企業一覧 (保険)
日本の企業一覧(保険) （にほんのきぎょういちらん ほけん）は、保険を引き受ける日本の企業の一覧である。

## ア行
- アイリックコーポレーション（東証グロース・7325）
- アクサ・ホールディングス・ジャパン
  - アクサ生命保険
  - アクサダイレクト生命保険（旧：ネクスティア生命保険 ← SBIアクサ生命保険）
  - アクサ損害保険
- 朝日生命保険
- アドバンスクリエイト（東証プライム・8798）
- アドバンテッジリスクマネジメント（東証プライム・8769）
- アニコム ホールディングス（旧：アニコム インターナショナル）（東証プライム・8715）
  - アニコム損害保険
- ウェブクルー（東証マザーズ・8767）
- SBIホールディングス（東証プライム・8473）
  - SBIインシュアランスグループ（東証グロース・7326）
    - SBI損害保険
    - SBI生命保険（旧：ピーシーエー生命保険 ← オリエントエイオン生命保険）
    - SBI少短保険ホールディングス
      - SBIいきいき少額短期保険（旧：いきいき世代）
      - SBI日本少額短期保険（旧：日本少額短期保険）
      - SBIリスタ少額短期保険（旧：SBI少額短期保険 ← 日本震災パートナーズ ← 日本地震補償）
      - SBIプリズム少額短期保険（旧：日本アニマル倶楽部）
- AIGスター生命保険 → ジブラルタ生命保険
- AIG ジャパン・ホールディングス
  - AIG損害保険（旧：AIU損害保険 / 富士火災海上保険）
- MS&ADインシュアランスグループホールディングス（旧：三井住友海上グループホールディングス）（東証プライム・8725）
  - 三井住友海上火災保険（旧：三井海上火災保険 / 住友海上火災保険）（東証1・8725）
  - 三井住友海上あいおい生命保険（旧：三井住友海上きらめき生命保険 / あいおい生命保険）
  - 三井住友海上プライマリー生命保険（旧：三井住友海上メットライフ生命保険 ← 三井住友海上シティインシュアランス生命保険）
  - あいおいニッセイ同和損害保険（旧：あいおい損害保険 / ニッセイ同和損害保険）
  - 三井ダイレクト損害保険（旧：物産インシュアランスプラニング）
- NFCホールディングス（東証スタンダード・7169）
  - ニュートン・フィナンシャル・コンサルティング
- FPパートナー（東証プライム・7388）
- オリックス生命保険

## カ行
- カーディフ生命保険
  - カーディフ損害保険
- かんぽ生命保険（東証プライム・7181）

## サ行
- ジブラルタ生命保険
- 住友生命保険
  - メディケア生命保険
- セコム損害保険
- 全国共済農業協同組合連合会（JA共済）
  - 共栄火災海上保険
- ソニーフィナンシャルホールディングス（東証1・8729）
  - ソニー生命保険
    - ソニーライフ・ウィズ生命保険（旧：ソニーライフ・エイゴン生命保険）

  - ソニー損害保険
- SOMPOホールディングス（旧：損保ジャパン日本興亜ホールディングス ← NKSJホールディングス）（東証プライム・8630）
  - 損害保険ジャパン（旧：損害保険ジャパン日本興亜 ←  損害保険ジャパン（初代） / 日本興亜損害保険）（東証1・8755）
    - そんぽ24損害保険
    - セゾン自動車火災保険

  - SOMPOひまわり生命保険（旧：損保ジャパン日本興亜ひまわり生命保険 ← NKSJひまわり生命保険）

## タ行
- 第一生命ホールディングス（東証プライム・8750）
  - 第一生命保険
  - 第一フロンティア生命保険
  - ネオファースト生命保険（旧：損保ジャパン・ディー・アイ・ワイ生命保険）
  - アイペットホールディングス（東証グロース・7339）
    - アイペット損害保険（東証マザーズ・7323）
- 大同火災海上保険
- Chubb損害保険（旧：エース損害保険）
- チューリッヒ保険
  - チューリッヒ生命保険
- T&Dホールディングス（東証プライム・8795）
  - 大同生命保険
  - 太陽生命保険
  - T&Dフィナンシャル生命保険
  - ペット&ファミリー少額短期保険
- 東京海上ホールディングス（旧：ミレアホールディングス）（東証プライム・8766）
  - 東京海上日動火災保険（旧：東京海上火災保険 / 日動火災保険）
  - 東京海上日動あんしん生命保険（旧：東京海上あんしん生命 / 日動生命保険）
  - 東京海上日動フィナンシャル生命保険 → 東京海上日動あんしん生命保険
  - 日新火災海上保険（東証1・8757）

## ナ行
- 日本生命保険
  - 大樹生命保険（旧：三井生命保険）
  - ニッセイ・ウェルネス生命保険（旧：マスミューチュアル生命保険）

- 日本地震再保険

## ハ行
- ハートフォード生命保険 → オリックス生命保険
- 富国生命保険
  - フコクしんらい生命保険（旧：共栄火災しんらい生命保険）
- ブロードマインド（東証グロース・7343）

## マ行
- マニュライフ生命保険
- ミナミ保険（GSオーディナリー・8768）
- 明治安田生命保険
- メットライフ生命保険

## ラ行
- ライフステーション（GSオーディナリー・8773）
- ライフネット生命保険（東証グロース・7157）
- 楽天インシュアランスホールディングス
  - 楽天生命保険（旧：アイリオ生命保険）
  - 楽天損害保険（旧：朝日火災海上保険）
  - 楽天少額短期保険（旧：もっとぎゅっと少額短期保険）
  - 楽天インシュアランスプランニング